# Социологический опрос
Социологи́ческий опро́с (соцопрос) — метод социологического исследования, заключающийся в сборе и получении первичных эмпирических сведений об определённых мнениях, знаниях и социальных фактах, составляющих предмет исследования, путём устного или письменного взаимодействия исследователя (интервьюера) и заданной совокупности опрашиваемых (интервьюируемые, респонденты).
«Метод опроса — самый распространенный из социологических методов, определяющий „образ“ социологии в глазах непосвященных и, к тому же, имеющий самую богатую и давнюю историю. Утверждение о том, что почти невозможно дать строгое и исчерпывающее определение того, что такое опрос, на первый взгляд кажется нелепостью. Однако в действительности представления о том, каким должен быть хороший социологический опрос, менялись так часто, что любая попытка свести определение опроса к конкретной технике сбора информации, плану исследования, типу анализа данных или характеру использования полученных сведений наверняка столкнется с трудностями», ‒ И. Ф. Девятко, Методы социологического исследования, 1998.
Социологический опрос — один из самых распространённых способов сбора необходимой информации в современной социологии и маркетинге.

## История социологических опросов

### Первые социологические опросы в Европе
Хотя попытки изучения общественного мнения предпринимались ещё в Древнем Египте и Древнем Риме во время переписи населения, пионерами социальных опросов следует считать европейцев. Первые эмпирические исследования, целью которых стало выяснение и решение социальных проблем через сбор данных, были проведены в конце XVII ‒ начале XVIII вв.
В конце XVII в. швейцарский математик Якоб Бернулли впервые предложил использовать для исследования общественных явлений теорию вероятностей. Джон Синклер на основе статистики 1791—1825 гг., полученной от шотландского духовенства, составил «Статистическое описание Шотландии» на основе специального вопросника из 116 пунктов.
Широко известны социологические исследования Джеймса Кей-Шаттлуорта, посвящённые трудовым условиям рабочих текстильной промышленности Манчестера в 1832 г., и Чарлза Бута, автора труда «Жизнь и труд людей в Лондоне» в 17 томах, вышедшего в 1889—1903 гг.

### Начало проведения социологических опросов в США
Первую попытку провести социологический опрос осуществила американская газета города Гаррисберг в штате Пенсильвания в 1824 г. Накануне очередных президентских выборов в США журналисты этого издания попытались выяснить, на чьей стороне симпатии большинства граждан. По результатам опроса, большая часть респондентов была склонна отдать голоса Эндрю Джексону, хотя в итоге победил Джон Куинси Адамс.
Следующий масштабный социальный опрос национального уровня был проведен в 1916 г. журналом Literary Digest. Он также был связан с политикой. Опрошенные ставили отметки на специально подготовленных открытках напротив фамилии кандидата в президенты, победу которого прогнозировали. На этот раз результат опроса совпал с итогом выборов. Президентом Соединённых Штатов Америки стал Вудро Вильсон, и доверие американцев к социальным опросам возросло.

## Классификация социологических опросов
Современная наука классифицирует социологические опросы по нескольким основным принципам.

### По методике проведения
- устные
- письменные

### По методу взаимодействия с аудиторией
- индивидуальные
- групповые

Существует классификация социальных опросов по месту проведения (дома, на улице, на работе, в больнице, в местах лишения свободы и т. д.). По степени формализации выделяют свободные (недирективные, неформализированные), фокусированные (полуформализированные) и полностью формализированные — жестко направленные на получение конкретных эмпирических данных.

### Непосредственные и опосредованные
В зависимости от того, как именно осуществляется получение необходимой информации от опрошенных лиц, соц.опрос может быть непосредственным или опосредованным. Непосредственный опрос (интервью) проходит при личной беседе с респондентом с глазу на глаз. Его часто проводят представители прессы.
Опосредованный (заочный) соц.опрос может осуществляться по телефону, через Интернет, почтовые письма и т. д. Для его проведения, как правило, составляется специальная анкета с вопросами, которую заполняют респонденты. Результаты этого анкетирования интерпретируются для получения нужных социологу данных.

### Сплошные и выборочные
Социологический опрос может проводиться с использованием случайной или заранее подобранной по нужным исследователю критериям выборки. Сплошное исследование предусматривает стихийный опрос респондентов разного пола, возраста, социального статуса и уровня образования. Оно охватывает всю совокупность респондентов (например, членов организации).
Выборочный соц.опрос предусматривает выбор аудитории в соответствии с предметом исследования ‒ уменьшенную копию генеральной совокупности. Например, для выяснения того, какую молочную смесь чаще всего покупают для детей определённого региона, социолог может опросить молодых мам или медсестер перинатальных центров.

### Индуктивный и дедуктивный подход
При проведении социологического опроса (составлении анкеты) исследователь может использовать принципы индукции и дедукции. При выборе индуктивного метода вопросы социологического опросника продумываются в логичной последовательности от частного к общему.
Составленная по дедуктивному методу социологическая анкета выявляет частные эмпирические данные через предоставление респонденту общих вопросов. Это в основном касается программно-тематических (результативных, содержательных) вопросов, которые выявляют мотивы поведения, установки, знания или убеждения общественности.

## Этапы проведения опроса
Основными стадиями проведения социологического опроса (как и другого исследования в сфере социологии), по Ю. Г. Волкову и В. И. Добренькову, являются:
1. Выбор предмета исследования.
2. Обзор необходимой литературы.
3. Построение рабочей гипотезы.
4. Выбор программы исследования.
5. Непосредственный сбор данных.
6. Анализ результатов.
7. Выводы на основании собранных данных[6].

Обработка и анализ результатов социологического исследования (опроса) включают в себя редактирование, кодирование, статистический анализ и дальнейшую интерпретацию полученной информации.

## Критика
С критикой опросов общественного мнения выступал известный французский социолог Пьер Бурдьё. Во-первых, исследователь подвергал сомнению постулат о том, что каждый человек имеет мнение. Во-вторых, Бурдьё критикует утверждение о том, что всякое мнение одинаково значимо, в связи с чем их можно суммировать и приводить в усреднённом виде. В-третьих, социолог считает неправомерным задавать всем один и тот же вопрос. По его мнению, это скрыто указывает на наличие консенсуса по определённой проблеме, что далеко не всегда верно.